# Lazy Afternoon
Lazy Afternoon – album amerykańskiej piosenkarki Barbry Streisand, wydany w 1975 roku. Płyta dotarła do miejsca 12. amerykańskiego zestawienia Billboard 200 i uzyskała tam status złotej.

## Lista utworów
Strona A
| 1. | „Lazy Afternoon”                     | 3:49  |
|    |                                      |       |
| 2. | „My Father’s Song”                   | 3:52  |
|    |                                      |       |
| 3. | „By the Way”                         | 2:55  |
|    |                                      |       |
| 4. | „Shake Me, Wake Me (When It’s Over)” | 2:55  |
|    |                                      |       |
| 5. | „I Never Had It So Good”             | 3:35  |
|    |                                      |       |
|    |                                      | 17:06 |
|    |                                      |       |
Strona B
| 1. | „Letters That Cross in the Mail” | 3:46  |
|    |                                  |       |
| 2. | „You and I”                      | 4:16  |
|    |                                  |       |
| 3. | „Moanin’ Low”                    | 4:25  |
|    |                                  |       |
| 4. | „A Child Is Born”                | 2:48  |
|    |                                  |       |
| 5. | „Widescreen”                     | 3:59  |
|    |                                  |       |
|    |                                  | 19:14 |
|    |                                  |       |

## Notowania
| Kraj                              | Pozycja |
| --------------------------------- | ------- |
| Australia                         | 84      |
| Kanada                            | 42      |
| Stany Zjednoczone (Billboard 200) | 12      |

## Certyfikaty
| Kraj                     | Certyfikat  |
| ------------------------ | ----------- |
| Stany Zjednoczone (RIAA) | złota płyta |